# Музей Перака
Музей Перака (малайск. Muzium Perak) — естественнонаучный и краеведческий музей, расположенный в городе Тайпинге штата Перак (Малайзия). Это старейший музей Малайзии.

## История

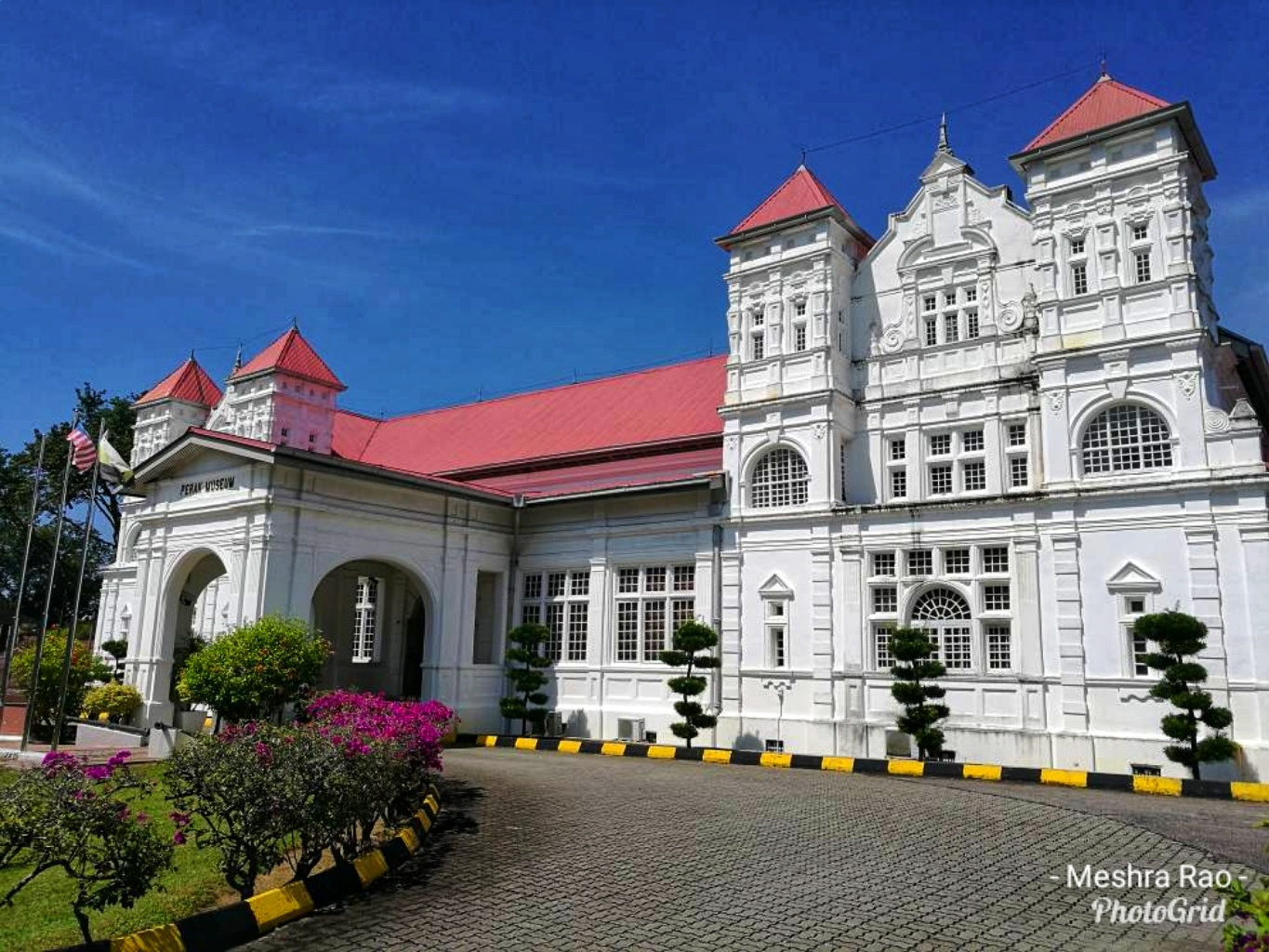
Главный вход музея.

Музей Перака в Тайпинге — первый и старейший музей Малайзии. Основан в 1883 году сэром Хью Лоу, четвёртым британским резидентом Перака (1877—1889). Создан благодаря усилиям по сбору средств сэра Хью Лоу и сэра Фрэнка Суэттенхэма. Первоначально музей занимался естественной историей, в частности этнографией, зоологией, ботаникой и геологией, все ключевые области интересов его основателя сэра Хью Лоу. Его первым куратором был г-н Леонард Рэй-младший, ботаник, геолог и суперинтендант Government Hill в Ларуте (1883—1903). Вначале музей размещался в некоторых отремонтированных правительственных зданиях, пока в 1883 году строилось главное здание в неоклассическом стиле. Здание состояло из офиса, библиотеки и выставочного зала (Галерея A) и было завершено только в 1886 году из-за нехватки средств. В 1889 году были добавлены пристройки к передней и задней части музея. Новый выставочный зал (Галерея B) был построен в 1891—1893 годах. По мере роста коллекции экспонатов с 1900 по 1903 год были добавлены новые двухэтажные здания (Галерея C и D).

## Описание
Этот музей является старейшим музеем полуостровной Малайзии. Расположен в городе Тайпинг, примерно в 85 км от Ипоха, столицы Перака. Большинство ранних коллекций музея представляют собой этнологические и антропологические предметы. Кроме этого в музее представлены геологические, ботанические и энтомологические коллекции. Коллекция включает 8474 экспонатов, включая 5074 культурологических, 523 природных и 2877 археологических и других экспонатов. Большая часть этих коллекций выставлена в четырёх основных галереях музея, расположенных в здании 1883 года, построенным в стиле арт-деко.

## Коллекция
В галерее природы представлено разнообразие видов животных, птиц, рыб, улиток и гербариев. Они также размещены в различных видах диорамы. В культурной галерее представлены коллекции и артефакты различных видов ручных работ, ремёсел и ткачества малазийского народа, особенно из Перака, например, уникальное ткачество, сделанное матерью султана Перака. Здесь есть плетения «тудунг саджи» (покрытие для еды), «тикар пандан дан менгкуанг» (циновки пандан и менгкуанг), а также корзины. Галерея глины и коренных народов является богатым источником коллекций и артефактов. Перак — один из штатов, где проживает множество коренных народов из племен протомалайцев, сеноев и негрито. Галерея коренных народов предлагает экспозицию создания одежды из древесной массы, традиционные музыкальные инструменты, скульптуры и ремесленные искусства, такие как манекены и маски, которые применялись в медицинских и магических церемониях. Глиняные изделия представляют собой традиционные промышленные продукты, такие как «лабу», «гелук», «беланга», «пасу букунг», «буюнг», «кукусан» и «перасапан».
Кроме постоянной экспозиции, музей организует передвижные выставки, особенно в школах вокруг поселения тайпингов и близлежащих городов, обычно по запросу школ. Среди представленных тем — «Славные тайпинги» и «Султанат Перак».

## Галерея

Экспозиция музея
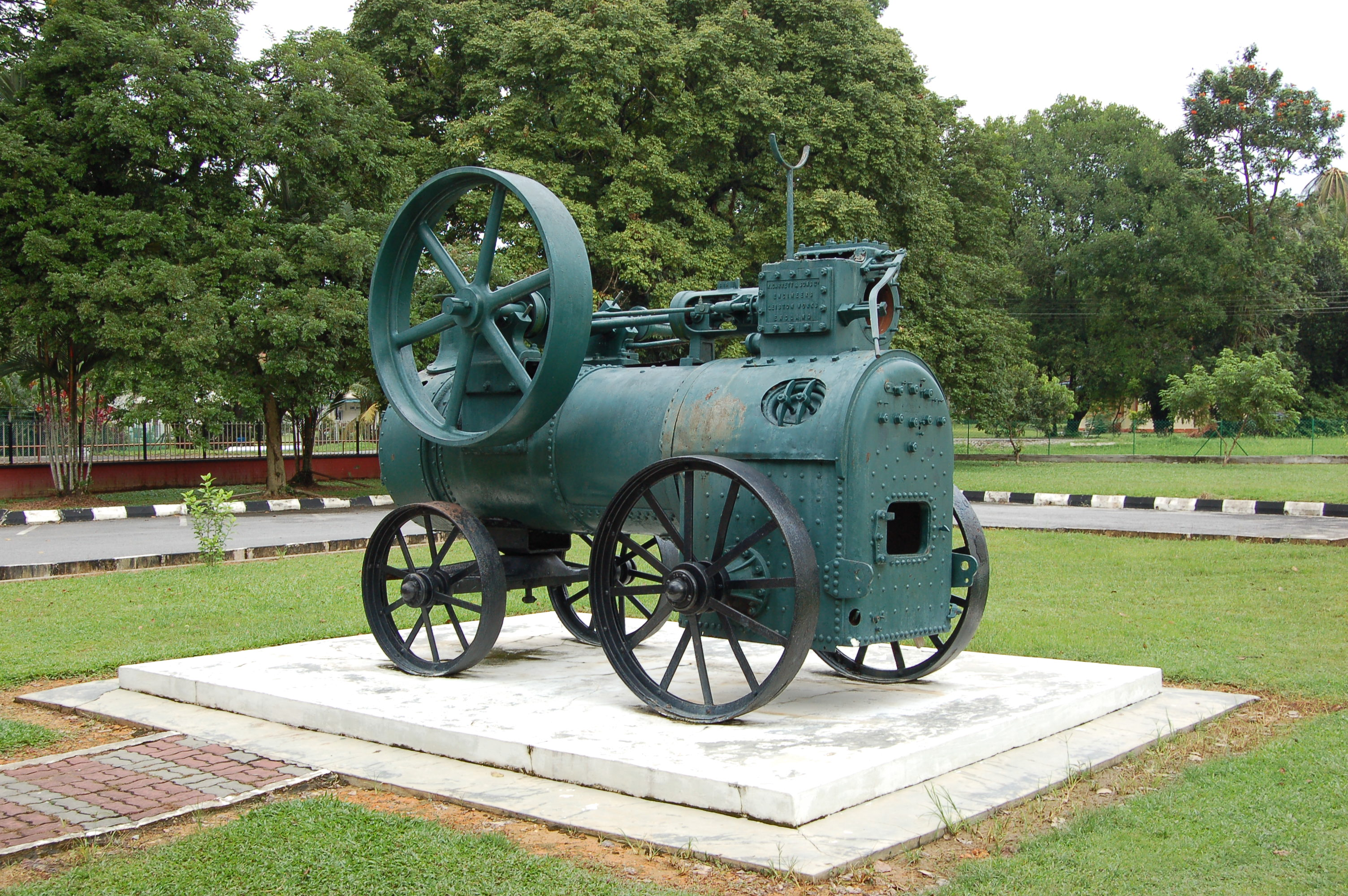
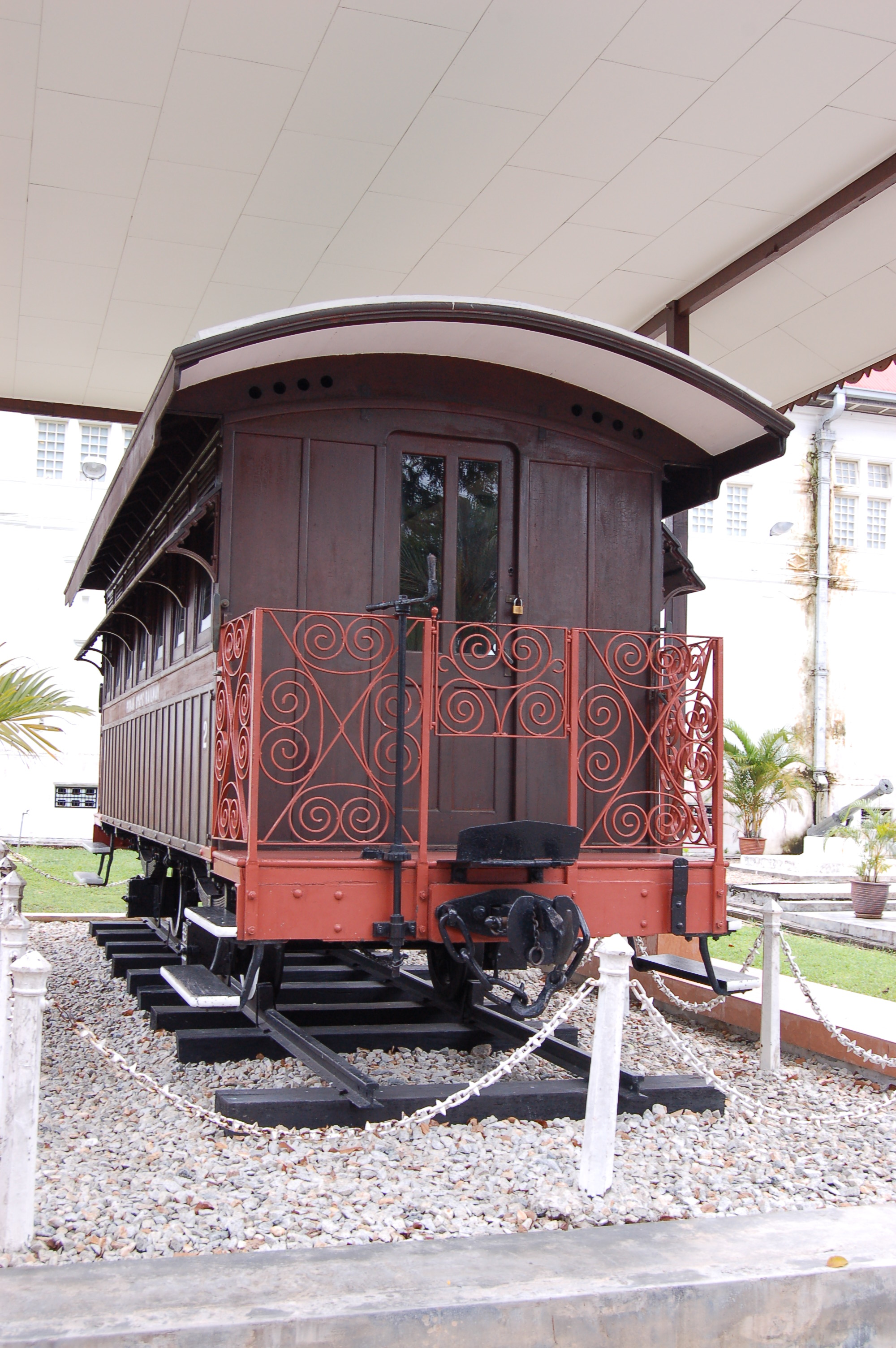
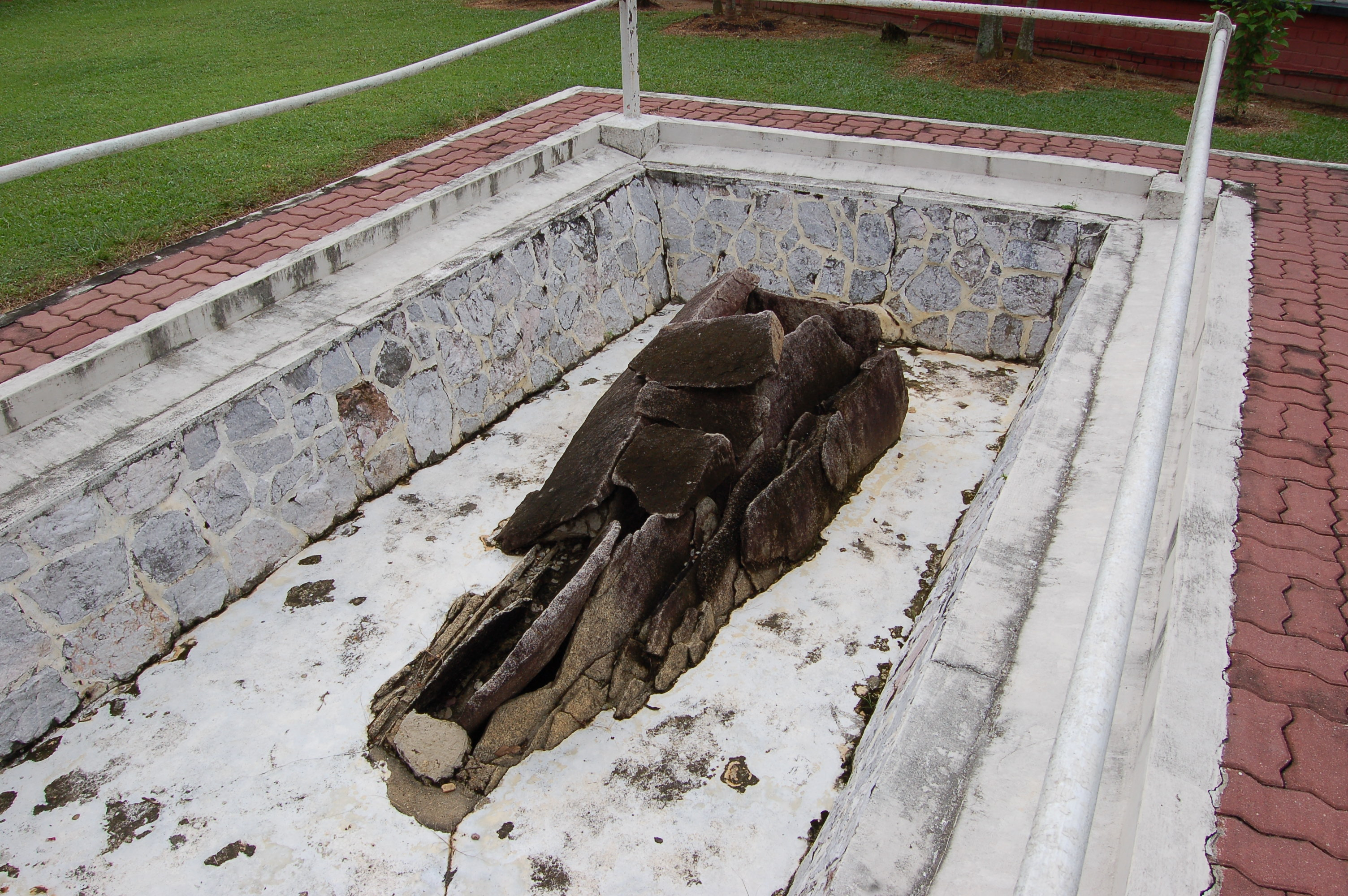
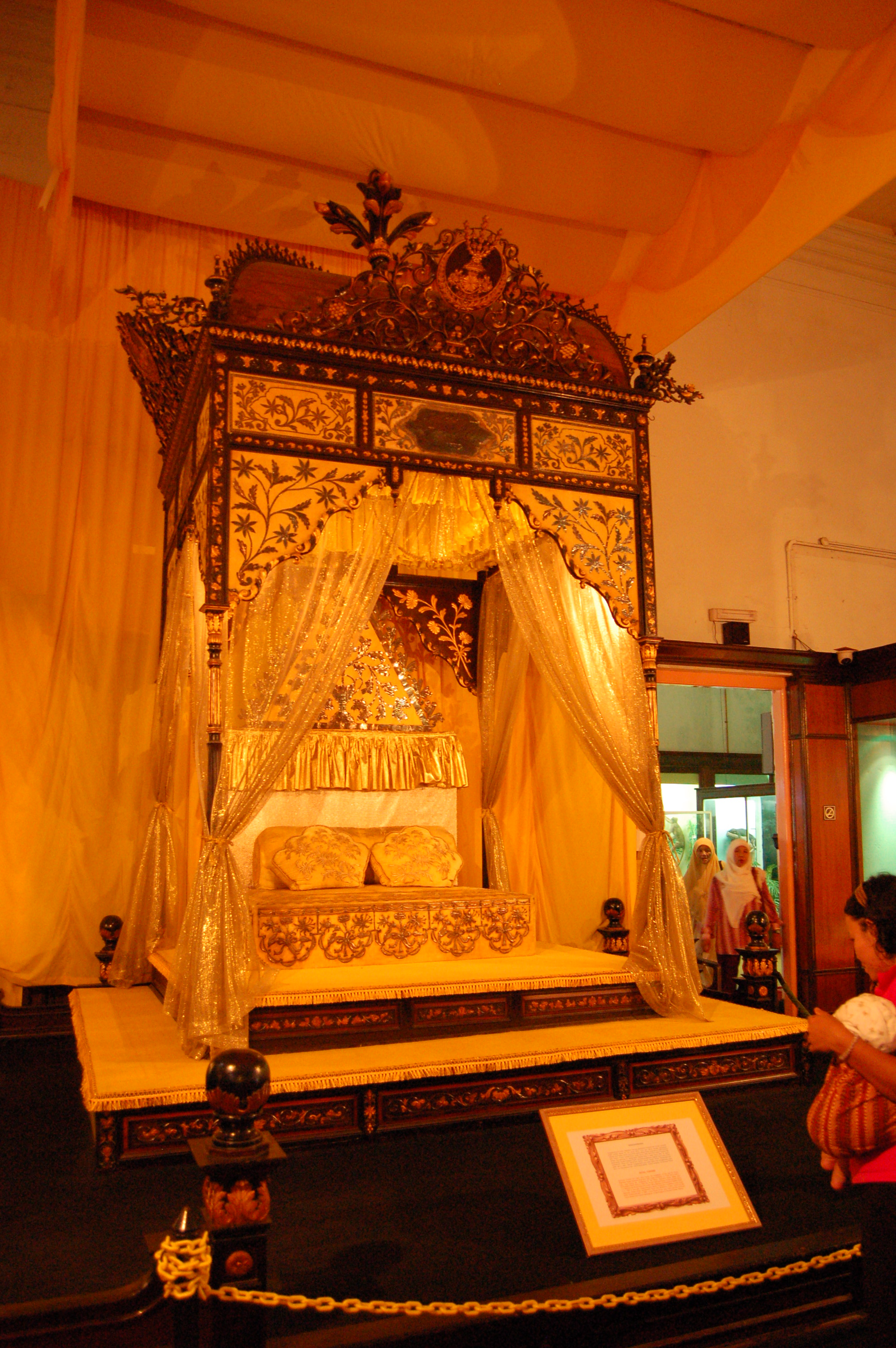
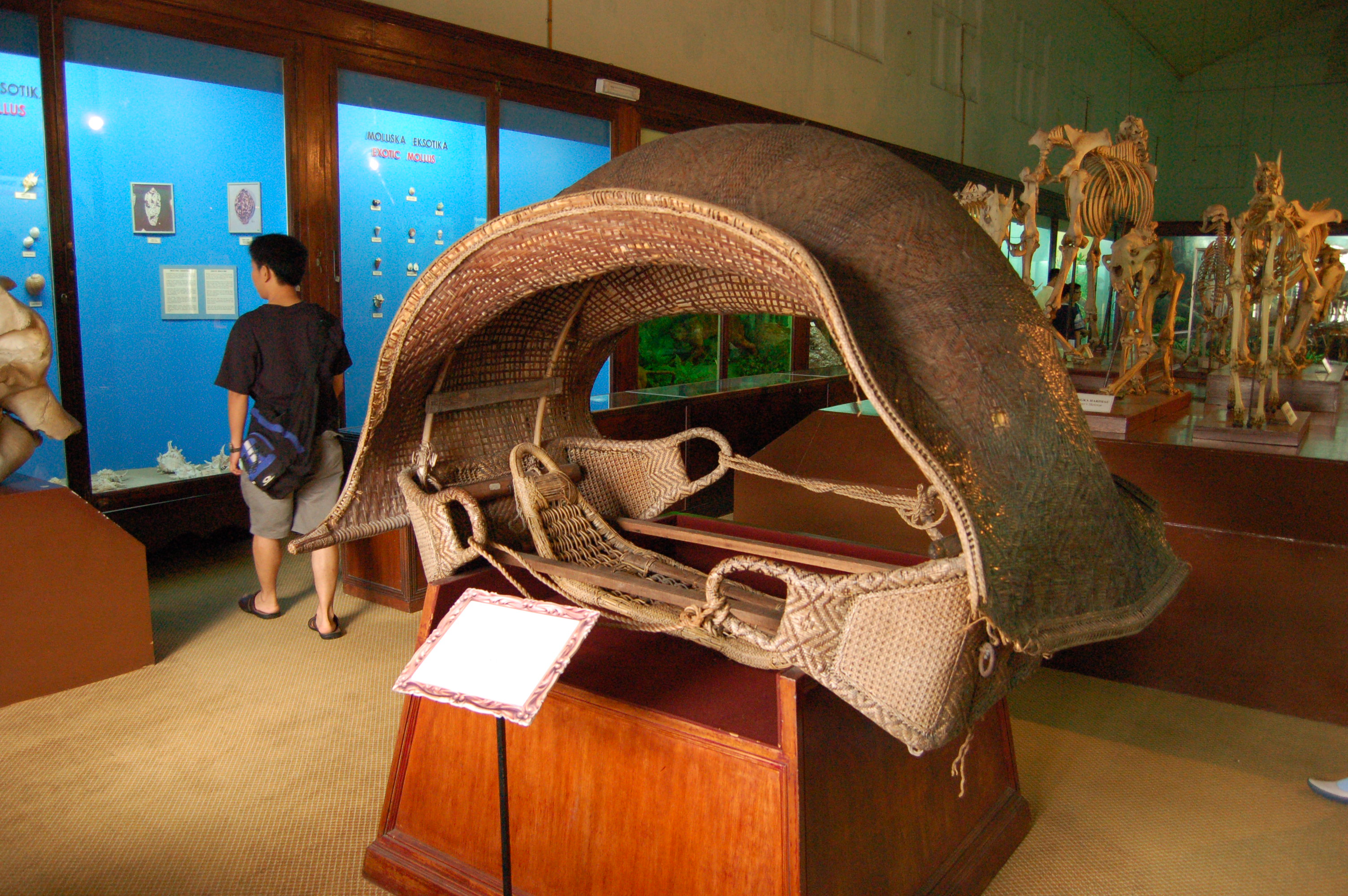
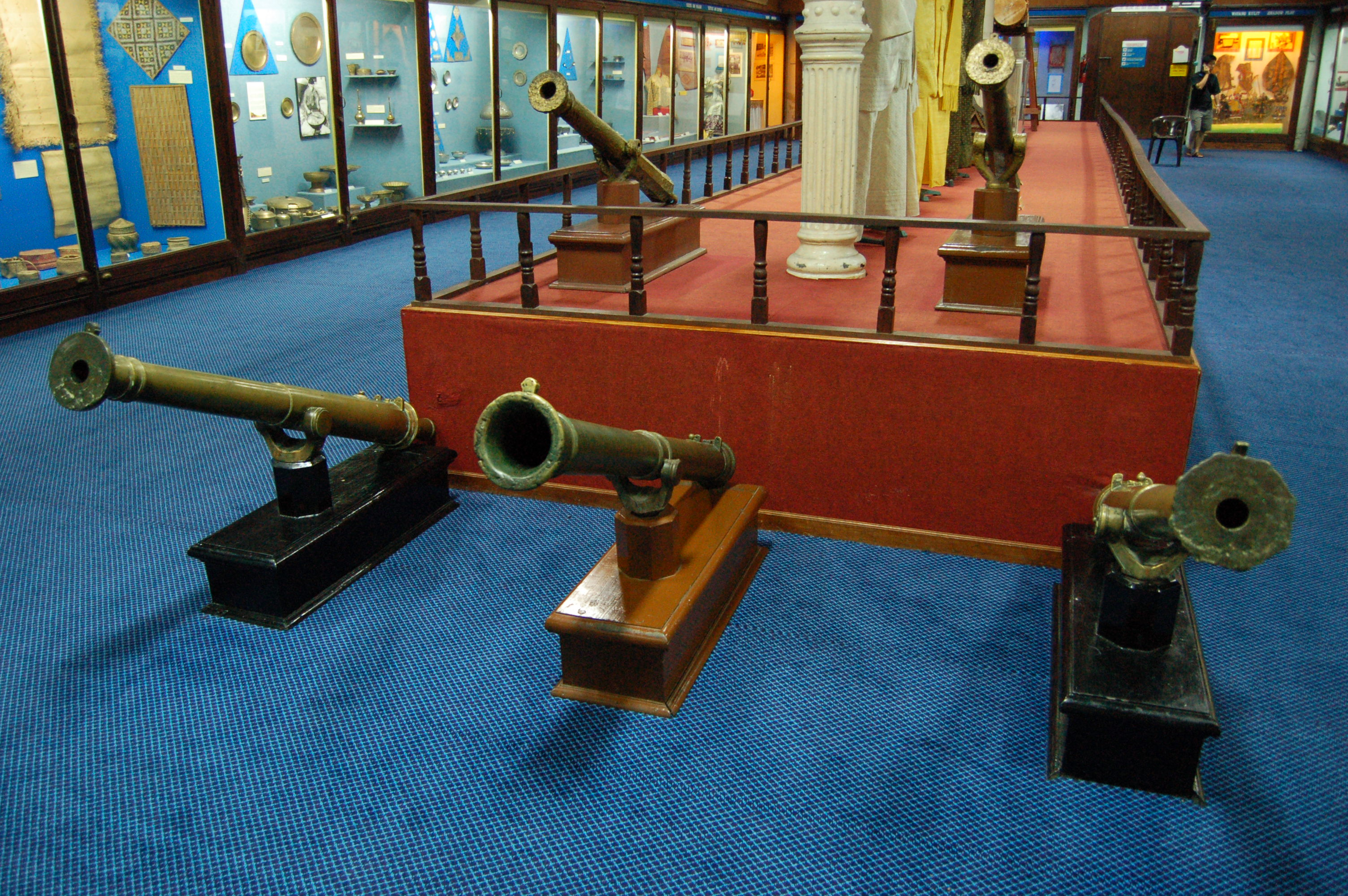